# 穆諾斯角
64°50′S 62°54′W / 64.833°S 62.900°W
穆諾斯角（Muñoz Point），是南極洲的海岬，位於葛拉漢地的丹科海岸，處於勒梅爾島東南端，由比利時探險隊繪入地圖，由智利探險隊命名，現時由南極條約體系管理。